# نسیم‌آباد (بوئین‌زهرا)
نسیم‌آباد (بوئین‌زهرا)، روستایی از توابع بخش مرکزی شهرستان بوئین‌زهرا در استان قزوین ایران است.

## جمعیت
این روستا در دهستان زهرای بالا قرار دارد و براساس سرشماری مرکز آمار ایران در سال ۱۳۸۵، جمعیت آن ۴۸ نفر (۱۴خانوار) بوده‌است.